# MAN Lion’s City DD
MAN Lion’s City DD – autobus piętrowy, produkowany przez niemiecki koncern MAN.
Autobus ten powstaje w zakładach w Plauen oraz w Pilsting w Niemczech, należących do firmy Neoplan, będącej częścią koncernu MAN AG.
Największym odbiorcą autobusów MAN Lion’s City DD jest berlińska firma BVG, do której do końca 2007 roku trafiło ich 200 sztuk. Firma BVG złożyła kolejne zamówienie na 200 sztuk, które dostarczano w latach 2008-2010.
MAN Lion’s City DD to autobus trzyosiowy, którego konstrukcja oparta jest na kratownicowym podwoziu o oznaczeniu A39. Wysokość wnętrz wynosi: 1,92 m (dolny pokład) i 1,7 m (górny pokład). Wewnątrz autobusu znajdują się dwie klatki schodowe: z przodu oraz w tyle pojazdu. Autobusy MAN Lion’s City DD dla Berlina wyposażane są w leżący 6-cylindrowy silnik MAN D20 Common Rail o mocy 310 KM. Spełnia on normy emisji spalin Euro 4 i posiada elektronicznie monitorowany filtr cząstek stałych CRTec. Autobusy dostarczane od 2009 roku są wyposażane w silniki o mocy 320 KM, spełniające normę EEV (ostrzejszą niż norma Euro 5) bez konieczności stosowania dodatku AdBlue.